# Erioptera viridula
Erioptera viridula är en tvåvingeart som beskrevs av Alexander 1929. Erioptera viridula ingår i släktet Erioptera och familjen småharkrankar. Inga underarter finns listade i Catalogue of Life.